# نیل الیس (بازیکن فوتبال)
نیل الیس (انگلیسی: Neil Ellis؛ زادهٔ ۳۰ آوریل ۱۹۶۷) بازیکن فوتبال اهل بریتانیا است.
از باشگاه‌هایی که در آن بازی کرده‌است می‌توان به باشگاه فوتبال نورتویچ ویکتوریا و باشگاه فوتبال کترینگ تاون اشاره کرد.